# José Antonio Páez (Heres)
Pour les articles homonymes, voir Páez.
José Antonio Páez est l'une des neuf paroisses civiles de la municipalité de Heres dans l'État de Bolívar au Venezuela. Sa capitale est Ciudad Bolívar, capitale de l'État, dont elle constitue l'une des paroisses civiles urbaines, et notamment les quartiers les plus au sud de l'agglomération. Une grande partie de son territoire est non bâtie.

## Géographie

### Démographie
Constituant de facto l'une des paroisses civiles urbaines de la ville de Ciudad Bolívar, l'entité administrative est divisée en plusieurs quartiers :
- Cardoro
- Guaricongo
- Las Marías
- Los Arenales
- Los Caribes
- Nueva Guayana
- Orocopiche